# Natalie Imbruglia
Natalie Imbruglia (n. 4 februarie 1975) este o cântăreață de muzică pop, de origine australiană. A devenit celebră prin propria versiune după o melodie norvegiană, Torn.

## Biografie
Totul a început cu nașterea în micuța Vale Berkeley din Australia, pe 4 februarie 1975, a unei fetițe, pe care părinții săi, Elliott (originar din Lipari în Italia) și Maxene, au numit-o Natalie Jane.
Nimeni nu știa pe atunci, că ea va ajunge cândva una dintre cele mai bune cântărețe din țara sa. Părinții au crescut-o cu multă dragoste împreună cu surorile ei (Carla, Laura și Michelle). Familia Nataliei nu era deloc bogată, așa că acesteia nu i-a fost chiar atât de ușor să își croiască un drum în viață.
La vârsta de 13 s-a mutat împreună cu familia din Valea Berkeley (Noua Galie de Sud) în Paradies Point (Queensland). Aici a început să se orienteze pe drumul scenei.
Natalie și-a surprins părinții, când a fost admisă la școala de talente Mc Donalds Performing Arts College din Sydney. Și-a îmbunătățit capacitățile vocale și a învățat să facă reprezentații de actorie. Odată cu aceasta a început și adevărata carieră a sa. La 16 ani a făcut reclamă pentru un producător japonez de gumă de mestecat. La aceiași vârstă a atras atenția ca model de lenjerie intimă, până ce a obținut un rol în telenovela australiană Neighbours. 
În acest rol a impresionat atât de mult, încât a fost promovată din ce în ce mai mult, chiar și în Regatul Unit, unde era transmis simultan acest show de televiziune. 
Doi ani mai târziu a plecat la Londra, unde nu a avut nici o oportunitate de muncă, urmând să petreacă primul an în cluburile orașului. A renunțat curând la acest mod de viață și s-a aflat singură. Talentul său în muzică a fost descoperit de managera Anne Barrett într-un bar, ceea ceea ce i-a adus un contract cu BMG/RCA. Ei au fost atât de impresionați de vocea Nataliei, încât au dus-o cu ei în Statele Unite, unde s-a înregistrat primul album al ei (Left of the Middle).
La acest album, Natalie a colaborat cu mulți producători, ca de exemplu Phil Thornalley (Ex "The Cure"), Mark Plati (David Bowie) sau Nigel Goldrich, care a produs "Ok Computer" pentru Radiohead. Aceștia i-au oferit un anumit grad de libertate cântăreței, pentru ca ea să-și poată pună amprenta peste creații. În timpul șederii în SUA, a avut o aventură cu starul din Prietenii tăi, David Schwimmer.
Prin primul său single, "Torn", Natalie a avut un succes la nivel mondial. A vândut peste 1 milion de LPuri în SUA și peste 6 milioane în întreaga lume, a fost numărul 1 mondial, a rămas 23 de săptămâni în Top 40 Regatul Unit, a câștigat titlurile "cel mai bun debutant" la premiile VH1 și Aussie și " cel mai bun cântec" la premiile MTV și Aussie (1998).
În perioada 1998-1999 a făcut un turneu în Statele Unite. Pe lângă aceasta, a mai realizat "Identify" ca și coloană sonoră pentru Stigmata. Totuși această piesă nu a ieșit pe piață decât în SUA.
După aceasta, Natalia a făcut o pauză și și-a cumpărat o casă pe o insulă de pe Tamisa în Londra, unde este vecină cu Regina. Acolo a încercat să înregistreze cel de al doilea album al ei, dar s-a confruntat cu o criză de creativitate.
Munca cu producătorii primului album nu a reușit, ea nefiind mulțumită de rezultate, dar s-a recules, pentru a doua oară în viață (prima a fost criza depresivă de la albumul Left of the Middle) și a găsit un om cu care se potrivea de minune, Gary Clark.
Alături de el a înregistrat întreg noul album, "White Lilies Island" și acesta a devenit un album de succes, mai ales datorită single-lor "That Day" și "Wrong Impression".
În 2002 a jucat împreună cu Rowan Atkinson în pelicula Johnny English.

## Discografie

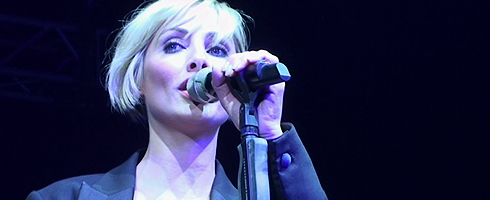
Imbruglia în Bucureşti, România în 2008

### Albume
- 24 noiembrie 1997 - Left Of The Middle
- 5 noiembrie 2001 - White Lilies Island
- 26 aprilie 2005 - Counting Down The Days
- 2 octombrie 2007 - Glorious - The Singles 97-07
- 2 octombrie 2009 - Come To Life

### Single-uri
- 3 noiembrie 1997 - Torn
- 2 martie 1998 - Big Mistake
- 25 mai 1998 - Wishing I Was There
- 5 octombrie 1998 - Smoke
- 24 august 1999 - Identify (lansat doar în SUA)
- 13 decembrie 1999 - It's Only Rock 'N' Roll (cântec de caritate)
- 29 octombrie 2001 - That Day (doar în Europa și Australia)
- 4 februarie 2002 - Wrong Impresson
- 2005 - Shiver
- 2005 - Counting Down The Days
- 2007 - Glorious
- 2009 - Wild About It
- 2009 - Want

### Alte proiecte
- 20 martie 1999 - Troubled By The Way We Came Together (coloana sonoră GO)
- 24 august 1999 - Identify (coloana sonoră Stigmata)
- Never Tear Us Apart 27 septembrie (1999) a făcut un single cu Tom Jones ce va figura pe albumul acestuia intitulat Reload.